# Espantapájaros

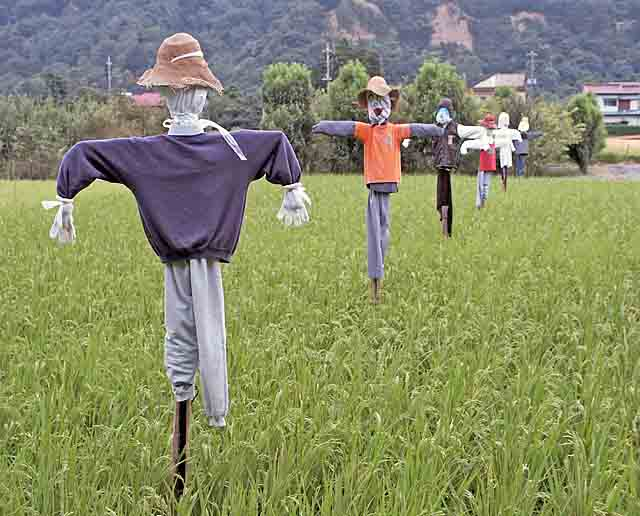
Espantapájaros en un campo de arroz de Japón.

Un espantapájaros o espantajo es un ingenio o muñeco con forma de humano, una especie de burdo maniquí vestido con ropas viejas, que se utiliza como recurso para ahuyentar de los cultivos a los pájaros.

## Espantapájaros en la historia

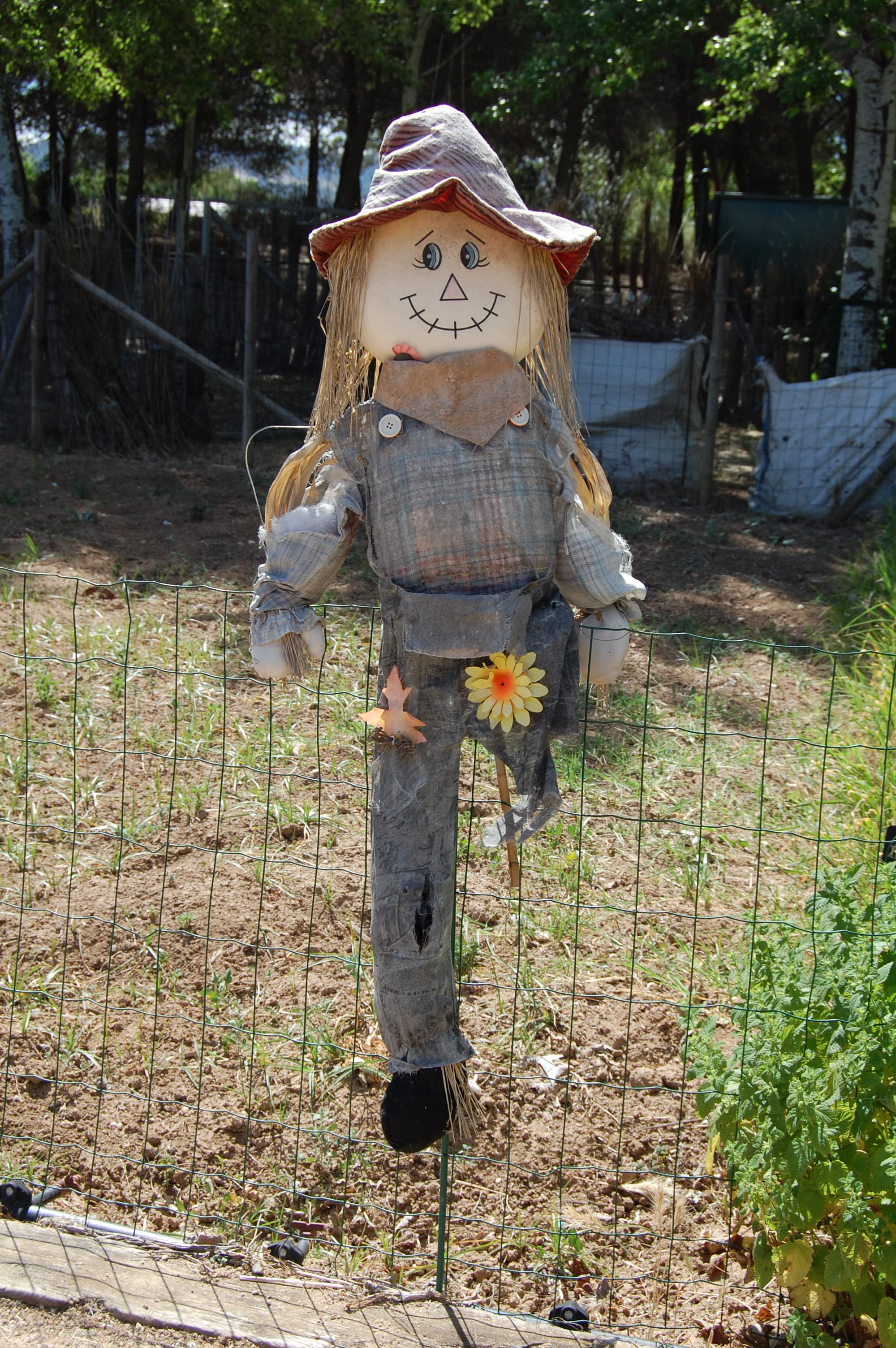
Espantapájaros en el Real Jardín Botánico Juan Carlos I de Alcalá de Henares.

- El espantapájaros aparece comúnmente en la literatura americana del siglo XIX, siendo el más popular el personaje del cuento de El maravilloso Mago de Oz de L. Frank Baum. Este espantapájaros quiere pedir un cerebro al Gran Mago. En la versión cinematográfica original de 1939 de El Mago de Oz fue interpretado por Ray Bolger.
- Hay un personaje de DC Comics conocido como el Espantapájaros. Este personaje es un villano clásico en las historias de Batman. Su nombre verdadero es Jonathan Crane. En la película Batman Begins está interpretado por Cillian Murphy.
- «El Espantapájaros» es el pseudónimo ocasional del vicario Doctor Syn, pluriempleado como contrabandista en una serie de novelas de Russell Thorndike.
- En la serie de televisión Sobrenatural, un espantapájaros es el encargado de matar a los sacrificios que un pueblo entrega a un antiguo dios pagano, un Vanir, que les proporciona cosechas fértiles.
- Jack Skellington, el protagonista de The Nightmare Before Christmas (Pesadilla antes de Navidad/El extraño mundo de Jack) de Tim Burton se disfraza de espantapájaros al inicio de la película.
- "The Creeper" el villano principal de las películas "Jeepers Creepers" tiene una apariencia similar a un espantapájaros y generalmente usa esta ventaja para cazar a sus presas.
- Espantapájaros (al alcance de todos) es una recopilación de pequeñas prosas escritas por el argentino Oliverio Girondo, publicado por primera vez en 1932.
- En el MOBA League of Legends, Fiddlesticks, uno de sus campeones es un espantapájaros al servicio de los invocadores.
- El guitarrista británico Syd Barrett (primer líder de la banda Pink Floyd) escribió una canción llamada "The Scarecrow" en el primer álbum de Pink Floyd, The Piper at the Gates of Dawn de 1967.

## Remedios contra los cuervos en Estados Unidos
Los cuervos pueden ser un problema en los jardines en primavera. Pueden arrancar una hilera de maíz brotada recientemente para comerse las semillas restantes, no solamente comen las semillas recién sembradas, sino que también se reúnen cada noche en grupos que comienzan siendo de media docena y uniéndose a ellos 20 o 30 más hasta que acaban convirtiéndose en una enorme y ruidosa bandada. Tienen además la costumbre de volver al mismo lugar cada noche. En los Apalaches meridionales otro método común de asustar a un cuervo consiste en poner a un cuervo muerto colgando de un poste. Los espantapájaros modernos rara vez toman forma humana. En las granjas de California se atan tiras de un aluminio altamente reflexivo de película PET a las plantas para crear reflejos del sol. Otro sistema consiste en el empleo de ruidosas pistolas automáticas accionadas con gas propano.[cita requerida]
La Household Cyclopedia (una guía para cuidado del hogar) de 1881 hace la siguiente advertencia.

Varias clases de maquinaria, como pequeños molinos de viento, se usan para asustar a los cuervos. Sin embargo, estos acaban pronto acostumbrándose a ellos.

El método más efectivo para alejar a estos animales, al menos según demuestra la experiencia, es combinar el uso de uno u otro espantapájaros con el empleo frecuente del mosquete. Nada provoca tanto terror en estos sagaces animales como la vista de un cazador seguida de la explosión de pólvora de un arma, a menudo fatales para su especie.

Tal es su temor a ser cazados, que si uno de ellos se coloca sobre un dique u otro lugar destacado, durante mucho tiempo se mantendrá alejado de los alrededores. De todas formas, muchas personas consideran hoy en día que los cuervos son más útiles para eliminar insectos y gusanos dañinos que se comen el grano.